# Élena Nathanaíl
 (mai 2018).
Si vous disposez d'ouvrages ou d'articles de référence ou si vous connaissez des sites web de qualité traitant du thème abordé ici, merci de compléter l'article en donnant les références utiles à sa vérifiabilité et en les liant à la section « Notes et références ».
Élena Nathanaíl (en grec moderne : Έλενα Ναθαναήλ), née le 19 janvier 1947 à Néa Filadélfia, une ville de la banlieue d'Athènes et morte le 4 mars 2008 à Athènes, est une actrice grecque.

## Biographie
La famille paternelle d'Élena Nathanaíl, les Delivassili, était originaire d'Ayvalık en Asie mineure. Son père était un riche commerçant du textile. La famille de sa mère, les Nathanaíl, était originaire du Magne. Elle choisit le nom de sa mère comme nom de scène. Elle étudia à l'école d'art dramatique Pélos Katsélis.
Sa beauté attira les producteurs du dynamique cinéma grec des années 1960. Elle fit ses débuts en 1963 dans Kati na kaiei (Κάτι να καίει) de Yánnis Dalianídis. En 1964, elle tourna en Allemagne dans un film inspiré de Thomas Mann et mis en scène par Rolf Thiele, Wälsungenblut.
Elle fut ensuite choisie pour une série de rôles dans des films grecs où elle incarnait la jeune fille riche et libérée (financièrement et sexuellement). Elle fit aussi une carrière théâtrale. Elle eut alors une grande influence sur la mode en Grèce. En 1968, elle fut élue Meilleure Actrice au Festival international du film de Thessalonique en 1968 pour son rôle dans Randevou me mia agnosti (Ραντεβού με μία άγνωστη). Elle subit ensuite la crise générale du cinéma grec dans les années 1970.
Elle retrouva des rôles, à la télévision, dans des téléfilms dans les années 1980. Ses rôles se résumèrent de plus en plus à des apparitions en guest-star. Elle connut à nouveau la gloire pour son interprétation de « Julia » dans le soap opera sur ANT1, Aggigma psyhis (Άγγιγμα ψυχής) en 1997-1998. Elle revint ensuite pour le rôle de « Maya Hoover » la série à succès Gorgones de Mega Channel en 2007.
Elle vécut jusqu'à la fin de sa vie sur le vignoble qu'elle possédait en Eubée avec son compagnon, l'ancien footballeur Anastásios Mitrópoulos. Elle est décédée le 5 mars 2008 d'un cancer du poumon. Elle est la mère de la présentatrice de télévision Inka Nathanaíl.

## Filmographie
- 1963 : Κάτι να καίει
- 1965 : Wälsungenblut
- 1966 : Έρωτας στην καυτή άμμο
- 1966 : La Peur (Ο Φόβος)
- 1966 : Ντάμα σπαθί
- 1967 : Ο 13ος
- 1968 : Επιχείρησις Απόλλων
- 1968 : Κατάσκοποι στο Σαρονικό
- 1968 : Ραντεβού με μία άγνωστη
- 1969 : Ξύπνα Βασίλη
- 1969 : Το λεβεντόπαιδο
- 1970 : Πρόκλισις
- 1971 : Εθελοντής στον έρωτα
- 1971 : Εκείνο το καλοκαίρι
- 1971 : Il Sorriso del ragno
- 1972 : Αναζήτηση
- 1972 : Αντάρτες των πόλεων
- 1973 : Ζήτημα ζωής και θανάτου
- 1973 : Ο αισιόδοξος
- 1980 : Ο Ποδόγυρος
- 1981 : Η πολιτσμάνα
- 1981 : Ένας κοντός θα μας σώσει
- 1981 : Είσαι στην ΕΟΚ μάθε για την ΕΟΚ
- 1982 : Παγίδα στην Ελλάδα
- 1982 : Απίθανοι αλλιώτικοι και ωραίοι
- 1986 : Οι Πόντιοι
- 1987 : Απουσίες
- 1998 : Παταγωνία
- 1998 : Black Out (en)
- 2002 : Στη σκιά του Lemmy Caution

## Télévision
- 1982 : Οι αξιόπιστοι
- 1989 : Οι αντίζηλες
- 1991 : Το γαλάζιο διαμάντι
- 1998 : Άγγιγμα ψυχής
- 2007 : Γοργόνες